# Euoplos eungellaensis
Espèce
Euoplos eungellaensis est une espèce d'araignées mygalomorphes de la famille des Idiopidae.

## Distribution
Cette espèce est endémique du Queensland en Australie. Elle se rencontre dans le parc national d'Eungella.

## Description
Le mâle holotype mesure 14,65 mm et la femelle paratype 24,15 mm.

## Systématique et taxinomie
Cette espèce a été décrite par Wilson, Harvey et Rix en 2022.

## Étymologie
Son nom d'espèce, composé de eungella et du suffixe latin -ensis, « qui vit dans, qui habite », lui a été donné en référence au lieu de sa découverte, le parc national d'Eungella.

## Publication originale
- Wilson, Harvey & Rix, 2022 : « Euoplos eungellaensis (Idiopidae), a new golden trapdoor spider from central-eastern Queensland. » Australian Journal of Taxonomy, vol. 5, p. 1-8 (texte intégral).